# Escalera principal del Palacio Real de Madrid

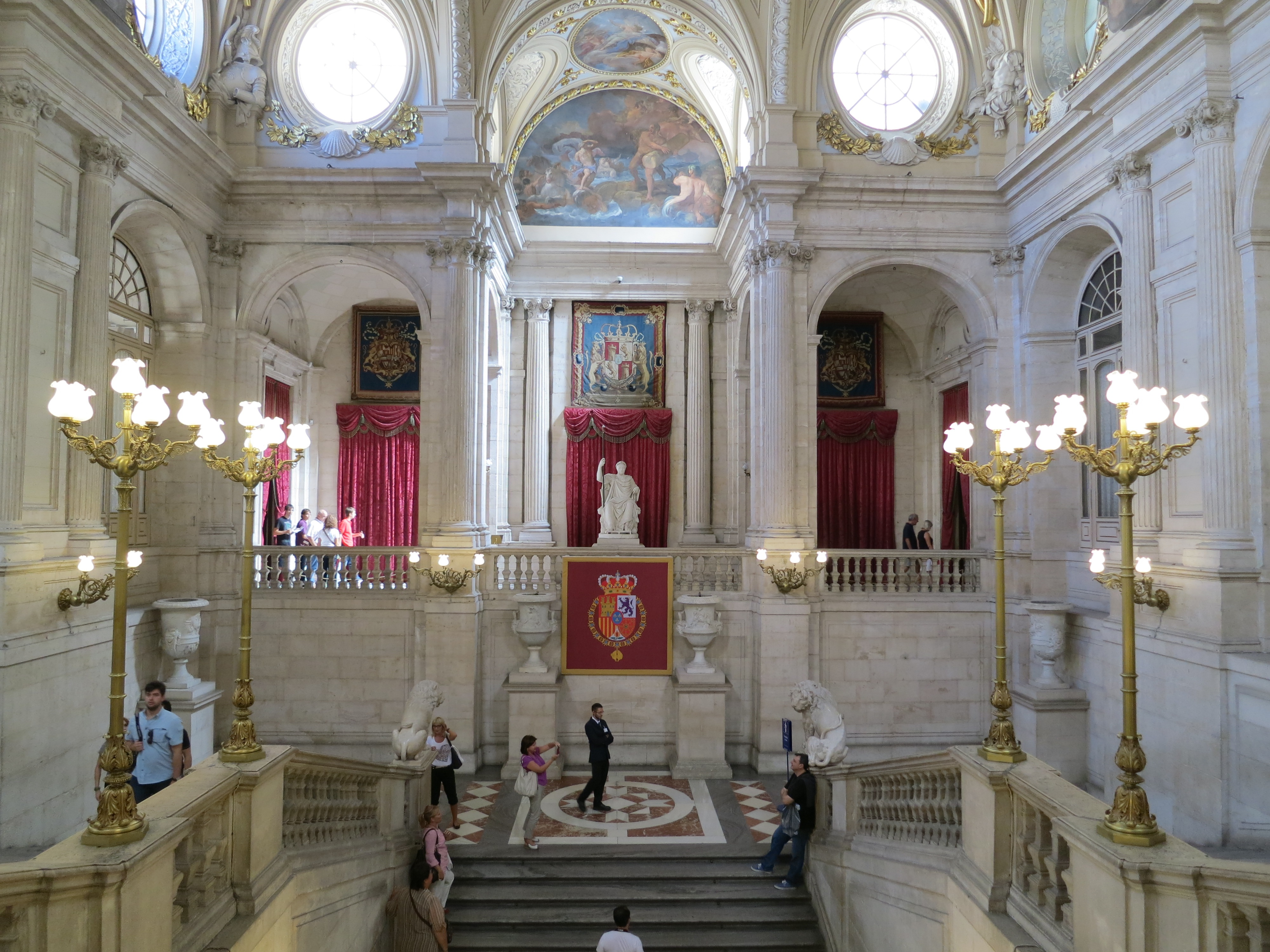
La escalera principal.

La escalera principal del Palacio Real de Madrid fue construida a partir de varios proyectos, la mayoría de ellos diseñados por Juan Bautista Sachetti, arquitecto principal del Palacio, quien respetó la idea original de su maestro Filippo Juvara de dos escaleras que se elevaban en direcciones opuestas desde el mismo arranque. 
Juvara había ideado que la escalera ocupase completamente una de las alas del edificio, en torno al patio central, aunque desplazada hacia un lateral como en el Palacio de Versalles.

## Descripción
Sachetti realizó una serie de diseños para la escalera cambiando su ubicación, destacando los de 1738, 1741, 1742 y 1743. Incluso en 1745 se envió una de las propuestas a Roma para que un tribunal formado por arquitectos la juzgase, y si bien recibió favorables críticas, las intrigas cortesanas y el deseo de los reyes de contar con una de las escaleras más espectaculares de Europa, llevó a Felipe V a convocar un concurso de ideas en 1746 en el que participaría el propio arquitecto.

La actual escalera, de tipo imperial y suave pendiente, es más sencilla que la proyectada por Sachetti y fue concluida y diseñada por Francesco Sabatini, quien tomó como modelo la del Palacio de Caserta, pero respetando la impresionante caja construida por Sachetti. Parte de un solo tiro de arranque hasta el gran rellano central, donde se divide en dos tramos paralelos que suben en sentido inverso al primero.

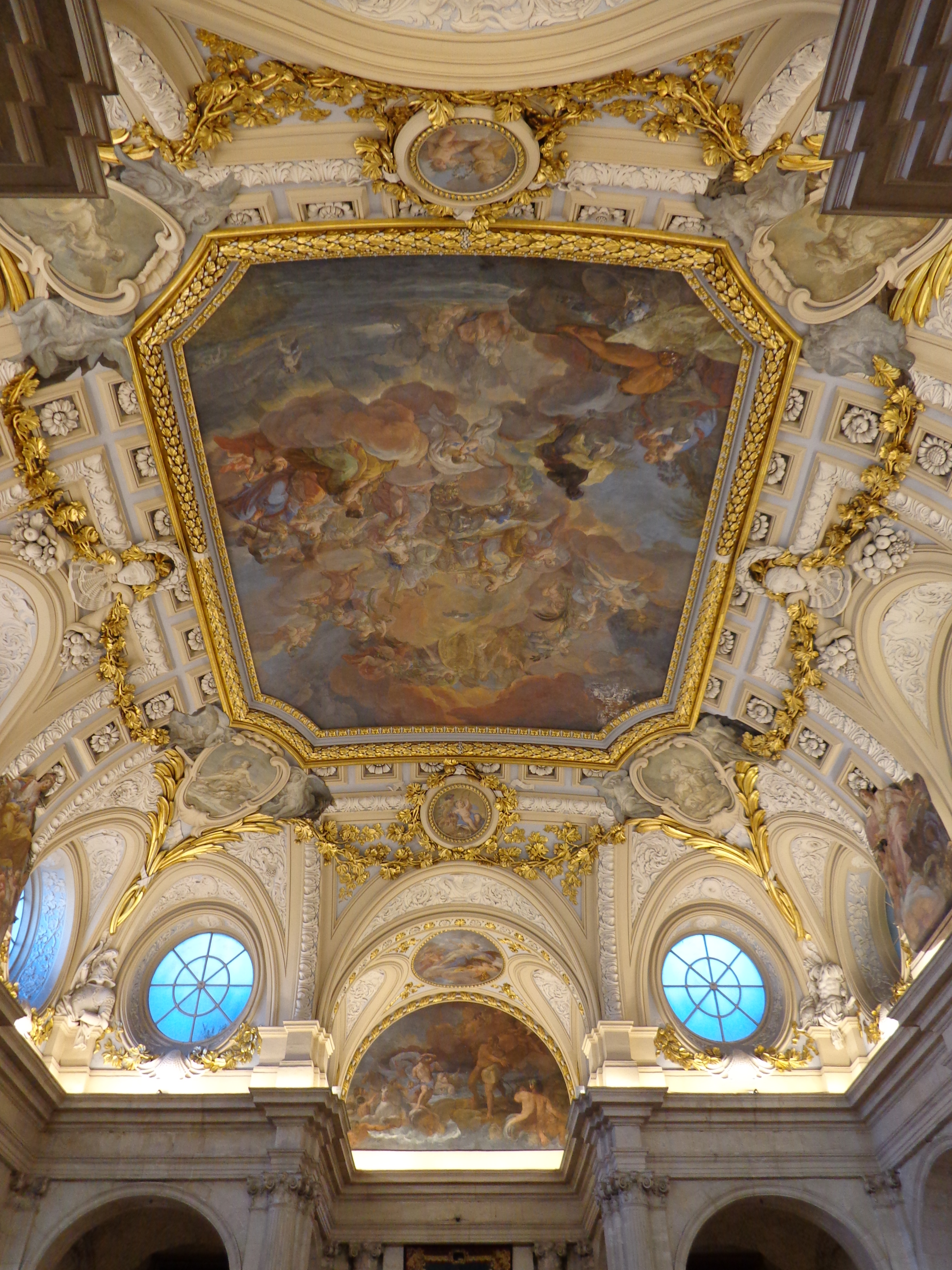
Frescos en la bóveda que cubre la escalera.

La reforma se realizó por expreso deseo de Carlos III en 1765. Al rey le parecía inadecuado el ingreso a las habitaciones reales a través de la escalera de doble ramal propuesta. Además, con esta modificación, se podía usar el espacio o caja de escalera del ramal cegado para construir un gran salón de baile. 
En época de Carlos IV, Francesco Sabatini recibió en 1789 la orden de trasladar la escalera de sitio, concretamente al lado opuesto, el derecho, para que comunicase más directamente con sus aposentos. Sabatini procedió a desmontar la escalera que había construido en 1765 y trasladarla a su situación actual. El espacio de la antigua escalera se habilitó  posteriormente como Salón de Columnas, y dado que la decoración (exceptuando el fresco del techo) y tamaño de ambas estancias eran idénticos, el arquitecto no cambió ni el diseño ni sus dimensiones.
Los escalones, fabricados en mármol de San Pablo (Toledo), están labrados cada uno en una sola pieza de cinco metros de longitud y escasa altura, teniendo por tanto un ascenso poco pronunciado. La balaustrada de los dos tramos superiores se adorna con sendos leones de mármol, obra de Felipe de Castro y Roberto Michel. 
La bóveda está decorada con ricos estucos blancos y dorados y el Triunfo de la Religión y de la Iglesia, hermoso fresco de Corrado Giaquinto, pintor que fue mandado llamar por Fernando VI. La estancia se ilumina por cuatro grandes farolas de estilo imperio parcialmente doradas.